# Mimetes capitulatus
Mimetes capitulatus  (лат.) — вид растений рода Mimetes семейства Протейные. Вечнозелёный прямостоящий округлый кустарник высотой около 2 м. Серовато-зелёные листья — от ланцетной до яйцевидной формы, заканчивающиеся утолщённым кончиком. Головки цветов и прилегающие листья образуют цилиндрическое соцветие, увенчанное обычными, относительно вертикальными листьями. Каждая преимущественно оранжевая цветочная головка состоит из 10—13 цветков с ярко-красными тычинками с жёлтым под узким, похожим на песочные часы, пыльником. Цветёт с середины июня до декабря, пик цветения наблюдается в августе.

## Ареал, местообитание и экология

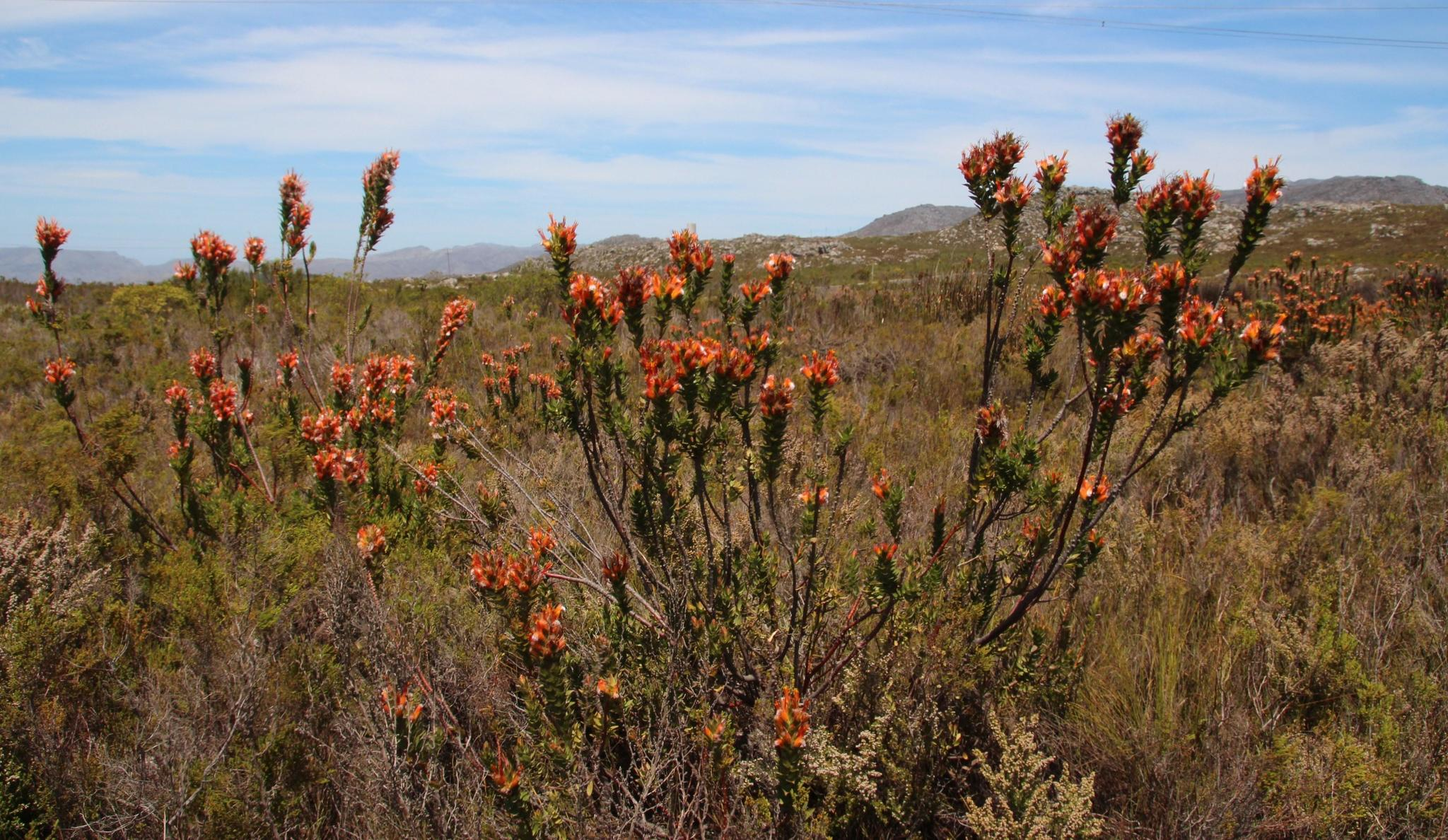
Mimetes capitulatus (Sir Lowrys Mountain Pass, Южная Африка).

M. capitulatus встречается в Капских горах. Известно 5 отдельных популяций, которые расположены в горах Когельберга, Кляйнривье и Гринленда, прилегающих к морю или вблизи от него. Растёт на высоте 600—1200 м. Среднегодовое количество осадков в этих местах составляет около 1500 мм, в основном выпадающих в зимнее время года. M. capitulatus растёт на постоянно влажных и болотистых торфяных почвах, вблизи хребта или вершин на прохладном юго-восточном склоне, где также встречаются такие виды семейства Рестиевые как Elegia mucronata, Klattia partita,  вид семейства Бруниевые Berzelia ecklonii и Brunia alopecuroides. 
Опыляется птицами, в основном настоящей нектарницей Nectarinia famosa, а также видами Cinnyris chalybeus и Anthobaphes violacea. Цветёт с середины июня до ноября, с пиком в августе, хороший медонос. Плоды созревают по одному, через 2—6 месяцев после цветения, падают на землю. Их собирают местные муравьи, которые несут фрукты в свое подземное гнездо, где поедают сочную часть семян, «муравьный хлеб», а семена остаются защищёнными от огня, птиц и грызунов. Семена прорастают после пожара, однако взрослые растения не выживает при пожаре.

## История изучения
Насколько известно, первым коллекционером этого вида был английский и шотландский хирург и ботаник Уильям Роксбер, который обнаружил этот вид в 1798 или 1799 годах. Однако он не уточнил места находки. Впервые описан Робертом Броуном в 1810 году, который назвал его Mimetes capitulatus, в статье «On the natural order of plants called Proteaceae». В 1816 году Жан-Луи Пуаре объединил несколько родов, в том числе Mimetes, и переименовал вид в Protea capitulata.
Название вида capitulatus означает мелкая головка.